# Felgueiras (Fafe)
Felgueiras ist ein Ort und eine ehemalige Gemeinde (Freguesia) im Norden Portugals.
Felgueiras gehört zum Kreis Fafe im Distrikt Braga. Die Gemeinde hatte eine Fläche von 5,8 km² und 117 Einwohner (Stand 30. Juni 2011).
Am 29. September 2013 wurden die Gemeinden Felgueiras, Gontim, Pedraído und Aboim zur neuen Gemeinde União das Freguesias de Aboim, Felgueiras, Gontim e Pedraído zusammengeschlossen.